# Jack Good
Jack Good (Greenford, Londres, Reino Unido; 7 de agosto de 1931-Oxfordshire, Reino Unido; 27 de septiembre de 2017) fue un pintor, músico y productor teatral-musical, discográfico y televisivo británico. 

## Carrera
Fue un pionero en la producción musical y de televisión produciendo las series de televisión Shindig!, Six-Five Special, Oh Boy!, Wham! y Boy Meets Girls, el primero un programa de música juvenil en el Reino Unido.
Introdujo y fue encargado de varias "celebridades" del rock and roll, incluyendo a Tommy Steele, Marty Wilde, Billy Fury, Jess Conrad y Cliff Richard. También trabajó con Elvis Presley y con The Beatles. Brian Epstein solicitó a Good que produjese Around the Beatles, el primer gran programa de televisión para The Beatles y otros artistas de Epstein.
Se convirtió al catolicismo y últimamente dedicaba todo su tiempo al cristianismo y a la pintura. Exhibió sus cuadros en la Gallería Rancho de Chimayó junto al pintor Antonio Roybal. Vivió en Nuevo México durante varios años.